# Crates (músic)
Crates (en grec antic Κράτης) fou un músic grec d'època molt antiga, deixeble d'Olimp, al que s'atribueix la composició per a flauta anomenada νόμος Πολυκέφαλος, que també és atribuïda al mateix Olimp, segons diu Plutarc. D'aquest músic no se'n sap res més.